# آسمان‌خراش (ترانه)
«آسمان‌خراش» تک‌آهنگی از هنرمند اهل ایالات متحده آمریکا دمی لواتو است که در ۱۲ ژوئیه ۲۰۱۱ و از سومین آلبوم استودیویی وی نشکسته (به انگلیسی: Unbroken) منتشر شد.
این تک‌آهنگ در چارت‌های، بریتانیا، اسکاتلند در رتبه اول و در چارت‌های آمریکا و نیوزلند جزو ده ترانه اول قرار گرفت و با فروش ۱.۶ میلیون در آمریکا گواهی پلاتین انجمن صنعت ضبط موسیقی ایالات متحده آمریکا را دریافت کرد.